# Barbara Bush
Barbara Pierce Bush (ur. 8 czerwca 1925 w Nowym Jorku, zm. 17 kwietnia 2018 w Houston) – druga dama Stanów Zjednoczonych w latach 1981–1989 i pierwsza dama Stanów Zjednoczonych w latach 1989–1993. Małżonka 43. wiceprezydenta oraz 41. prezydenta Stanów Zjednoczonych George’a H.W. Busha. Matka 43. prezydenta USA George’a W. Busha.

## Życiorys

### Kariera i młodość
Barbara Pierce urodziła się 8 czerwca 1925 roku w Nowym Jorku. Była trzecim z czworga dzieci właściciela wydawnictwa McCall Corporation, Marvina Pierce’a i jego żony Pauline Robinson. Jej dalekim przodkiem był prezydent Franklin Pierce. Od 1931 roku uczęszczała do szkoły Milton School w Rye, a po sześciu latach zaczęła edukację w Rye Country Day School. Następnie poszła do szkoły średniej Ashely Hall w Charleston, gdzie angażowała się w kółko teatralne. Studiowała w Smith College.
Swojego przyszłego męża, Georga H. Busha poznała w grudniu 1941 roku na zabawie w rodzinnym mieście Rye. Po dwóch latach związku, George oświadczył się i został przyjęty. Gdy, 2 września 1944 roku Japończycy zestrzelili samolot Busha, Barbara przerwała studia<. Dzięki temu, że w Wigilię Bożego Narodzenia 1944, George Bush dostał urlop, młodzi mogli przygotować ślub, który odbył się 6 stycznia 1945. W podróż poślubną udali się na Sea Island. Po powrocie mieszkali w okolicach baz wojskowych, w których służył Bush – w stanach Michigan, Maine i Wirginia.
Po zakończeniu II wojny, Bushowie zamieszkali w New Haven. Gdy George skończył studia, oboje przenieśli się do Teksasu. Barbara zajmowała się domem i pracowała w szpitalu jako wolontariuszka. Wspierała męża, gdy ten rozpoczął swoją karierę polityczną w 1954 roku. W 1966, gdy George został członkiem Izby Reprezentantów, Bushowie przenieśli się do Waszyngtonu. Cztery lata później, po przegranych wyborach do Senatu, Bush został ambasadorem USA przy ONZ, w związku z czym oboje przenieśli się do Nowego Jorku. Barbara lubiła i z chęcią wydawała przyjęcia dla dyplomatów. Gdy Gerald Ford mianował Busha szefem misji łącznikowej w Pekinie, oboje przenieśli się do Chin. W ciągu rocznego pobytu, Barbara poznała kuchnię i kulturę chińską, a także nauczyła się podstaw języka. W 1975 powróciła do Stanów Zjednoczonych, gdyż jej mąż został mianowany dyrektorem CIA. Pomiędzy 1977 a 1981 rokiem, przyszły prezydent wycofał się z polityki, gdyż w Białym Domu urzędował demokrata, Jimmy Carter.

### Druga dama Stanów Zjednoczonych
W 1980 roku, Bush został nominowany na wiceprezydenta USA przy Ronaldzie Reaganie. Po zwycięskich wyborach, Barbara została drugą damą. Często organizowała przyjęcia w rezydencji wiceprezydenckiej. Przestrzegała protokołów i ceremoniałów, choć robiła to niechętnie. Ponieważ prezentowała postawę gospodyni domowej, była atakowana przez organizacje feministyczne i ruch wyzwolenia kobiet. Twierdziła, że kobiety mają wolny wybór, co do prowadzenia kariery zawodowej, bądź zajęcia się domem i rodziną. W większości podzielała konserwatywne poglądy męża, jednak w niektórych sprawach światopoglądowych prezentowała odmienne stanowisko. Jej liberalne poglądy dotyczyły m.in. aborcji, małżeństw homoseksualnych, kontroli sprzedaży broni palnej i równouprawnienia kobiet.

### Pierwsza dama Stanów Zjednoczonych
Po zwycięskich dla Busha wyborach prezydenckich w 1988 roku, wprowadziła się do Białego Domu. Dzięki wcześniejszej pracy jako żona dyplomaty, Barbara była dobrze przygotowana do roli pierwszej damy, zwłaszcza w kontekście podróży zagranicznych i spotkań z głowami innych państw. Podobnie jak większość wcześniejszych pierwszych dam, zaangażowała się w działalność charytatywną. Utworzyła fundację Barbara Bush Foundation for Family Literacy, która zajmuje się zwalczanie wtórnego analfabetyzmu. Oprócz tego była członkinią kilku innych organizacji zajmujących się tym samym problemem, m.in. Laubach Literacy International, National Advisory Council of Literacy Volunteers of America i Business Council of Effective Literacy. Działała także w organizacjach zajmujących się walką z białaczką, wśród których były: The Washington Home and the Children’s Oncology Services i Leukemia Society of America. Za swoją działalność dobroczynną została odznaczona m.in. nagrodą Dameshek (Leukemia Society of America, 1982), tytuł Kobiety Roku (Woman’s National Republican Club, 1983), National Outstanding Mother of the Lear (1984) i Distinguished Woman Award (1987). Poza tym otrzymała honorowe tytuły od wielu uczelni wyższych.
Miała nieduży wpływ na politykę męża, chociaż trzej członkowie gabinetu Busha miało zawdzięczać posadę, dzięki jej rekomendacji. Byli to sekretarz zdrowia, Louis Sullivan, sekretarz urbanizacji Jack Kemp i szef ONDCP William Bennett. Podczas wojny w Zatoce Perskiej, społeczeństwo amerykańskie obawiało się latać samolotami, z uwagi na podejrzenia podkładania bomb. Aby przełamać to przekonanie, pierwsza dama, chętnie podróżowała z Waszyngtonu do Indianapolis samolotami rejsowymi.

### Późniejsze lata
Po przegranych wyborach w 1992 roku, Bushowie wyprowadzili się z Białego Domu i zamieszkali w Houston. Była pierwsza dama angażowała się w walkę z analfabetyzmem i niskim poziomem czytelnictwa. Odkąd w 1997 roku podupadła na zdrowiu, nieco wycofała się z aktywnego życia. W 2000 włączyła się w kampanię prezydencką najstarszego syna George’a W. Busha. Przemawiała na konwencjach Partii Republikańskiej w 2004 roku, kiedy jej syn ubiegał się o reelekcję.

### Choroba i śmierć
W 1989 roku u Barbary zdiagnozowano chorobę Gravesa-Basedowa. Przeszła ona kurację radiologiczną w szpitalu wojskowym Walter Reed Army. Ponadto przeszła operację usunięcia zmiany nowotworowej na górnej wardze, w lutym 1990 roku w szpitalu Bethesda. W 1997 roku przeszła operację biodra, a trzy lata później – operację kręgosłupa.
W kwietniu 2018 rodzina Bush wydała oświadczenie dotyczące jej pogarszającego się zdrowia. 15 kwietnia stan Barbary Bush pogorszył się na tyle, że 92-letnia kobieta po serii hospitalizacji, konsultacji z lekarzami oraz najbliższymi członkami rodziny, podjęła decyzję o rezygnacji z pomocy medycznej.
Zmarła 17 kwietnia 2018 w swoim domu w Houston. Tam też została pochowana 21 kwietnia.

## Życie prywatne
Barbara Pierce wyszła za mąż za George’a H. Busha 6 stycznia 1945 roku w kościele prezbiteriańskim w Rye. Mieli czterech synów: George’a Walkera (ur. 6 lipca 1946), Johna Ellisa „Jeba” (ur. 11 lutego 1953), Neila Mallona (ur. 22 stycznia 1955) i Marvina Pierce’a (ur. 22 października 1956) oraz dwie córki: Dorothy Walker (ur. 18 sierpnia 1959) i Pauline Robinson (ur. 20 grudnia 1949), która zmarła na białaczkę 11 października 1953.